# Marcel Bigeard
Marcel "Bruno" Bigeard (14. února 1916, Toul – 18. června 2010, Toul) byl francouzský vojenský důstojník, který se zúčastnil druhé světové války, války v Indočíně a v Alžírsku. Byl jedním z velitelů v bitvě u Dien Bien Phu a jedním z nejvíce oceněných francouzských vojáků. Svoji vojenskou kariéru začal v roce 1936 jako prostý vojín a roce 1976 ji ukončil v hodnosti général de corps d'armée (generálporučík). Zemřel 18. června 2010, příčinou smrti bylo stáří a zánět žil.

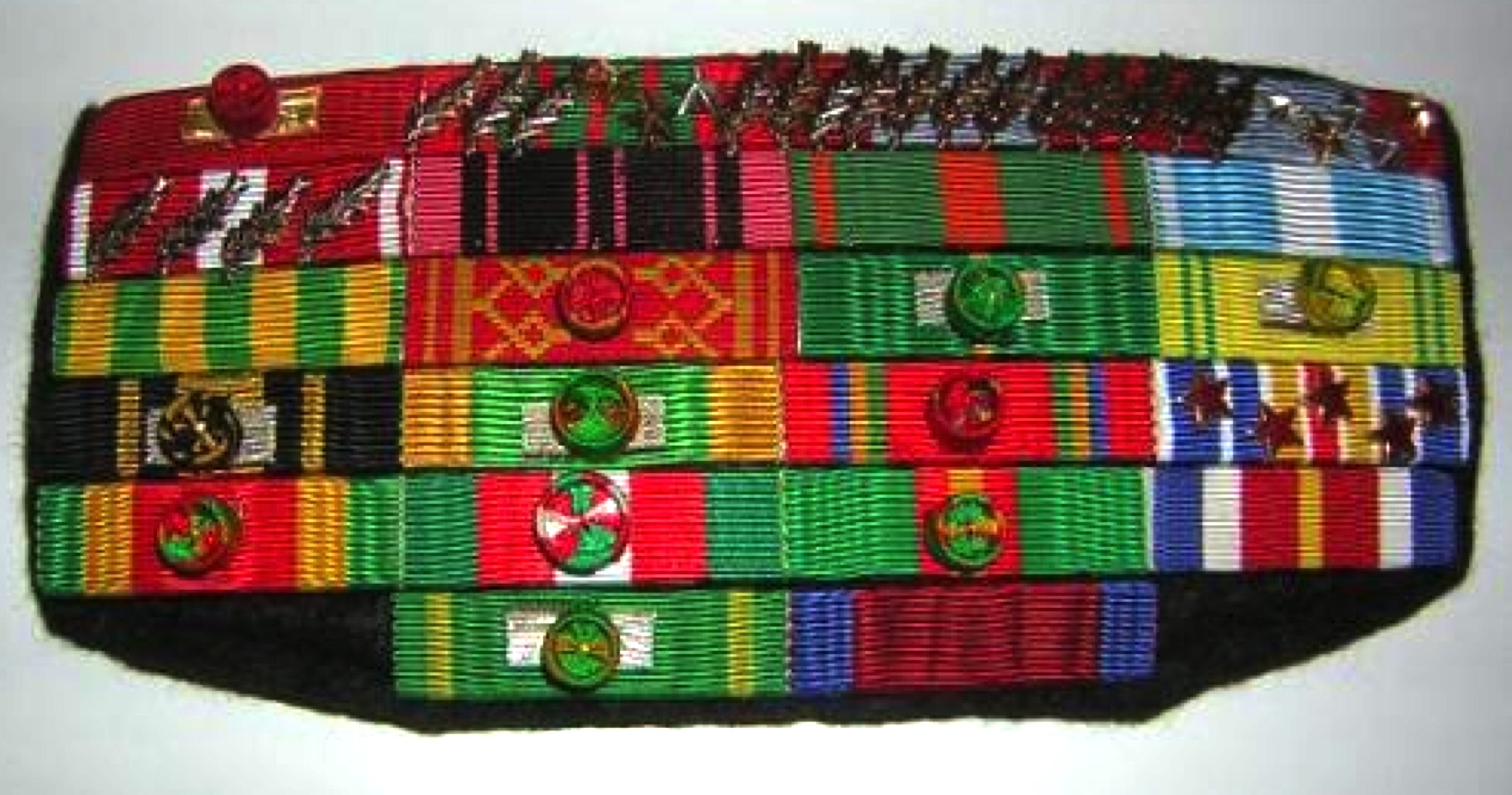
Stužky vyznamenání, která obdržel M. Bigeard

## Vyznamenání

### Francouzská vyznamenání
- velkokříž Řádu čestné legie
- Croix de Guerre 1939–1945 se 6 citacemi (3 z nich bronzové palmy)
- Válečný kříž za operace na vnějších bojištích se 17 citacemi (12 z nich bronzové palmy)
- Kříž za vojenskou chrabrost se čtyřmi citacemi
- Medaile odboje
- Medaile uprchlíků
- Koloniální medaile se sponou Extrême-Orient
- Pamětní medaile na válku 1939–1949
- Pamětní medaile za tažení v Indočíně
- Pamětní medaile za operace v oblasti bezpečnosti a vymáhání práva v severní Africe
- Medaile za vojenské zranění s pěti hvězdičkami

### Zahraniční vyznamenání
- komandér Legion of Merit – USA
- Řád za vynikající službu – Spojené království
- komtur Řádu za občanské zásluhy – Thajsko
- komtur Řádu annámského draka
- důstojník Řádu rovníkové hvězdy – Gabon
- důstojník Řádu Mono – Togo
- důstojník Národního řádu Madagaskaru – Madagaskar
- důstojník Národního řádu za zásluhy – Togo
- komtur Národního řádu za zásluhy – Mauritánie
- komtur Řádu za zásluhy – Středoafrická republika
- důstojník Řádu milionu slonů a bílého slunečníku – Laos
- velkodůstojník Řádu za zásluhy – Senegal
- komtur Národního řádu Čadu – Čad